# Von der Groeben

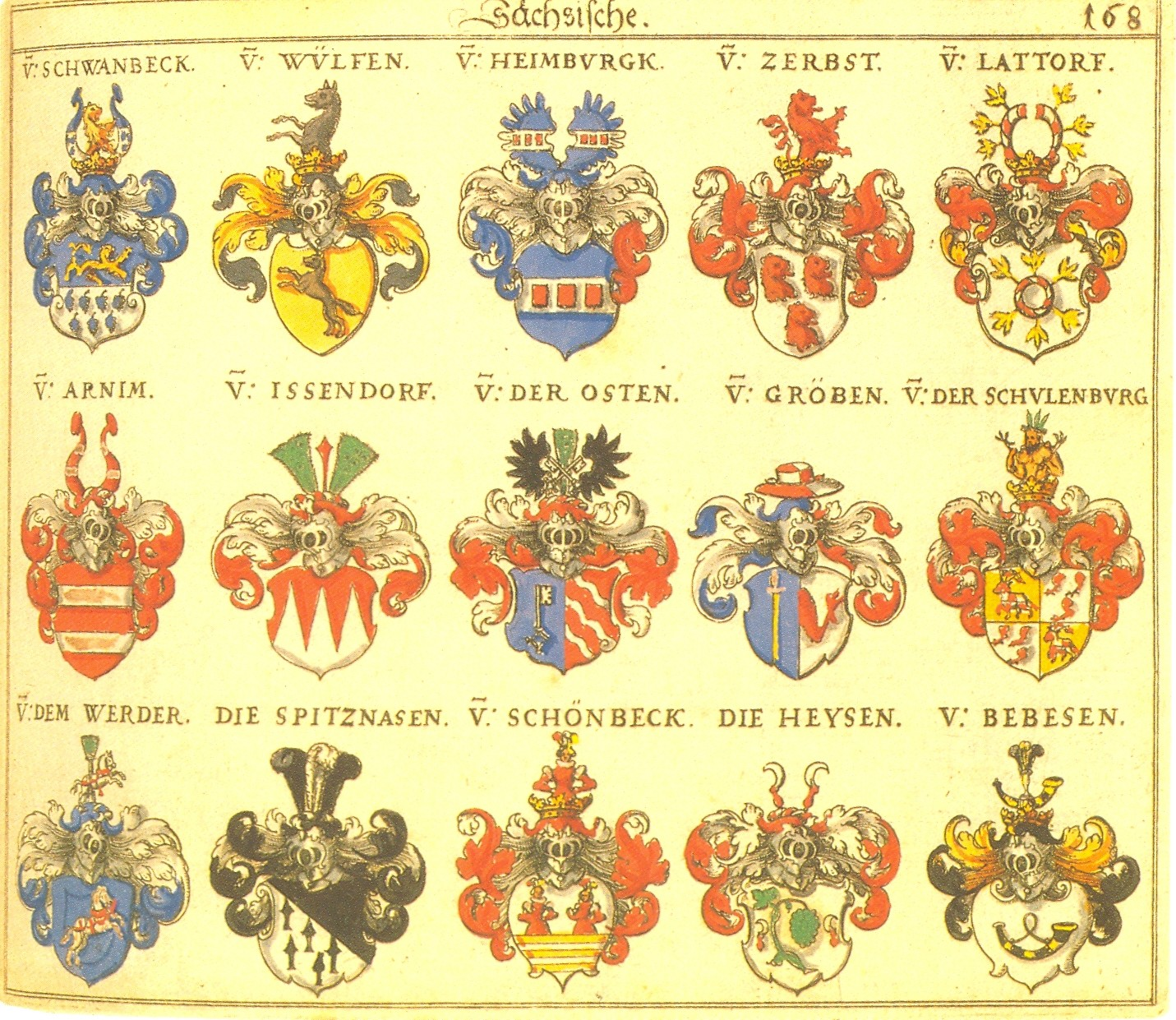
Karta z herbarza Siebmachera z herbem von der Groebenów

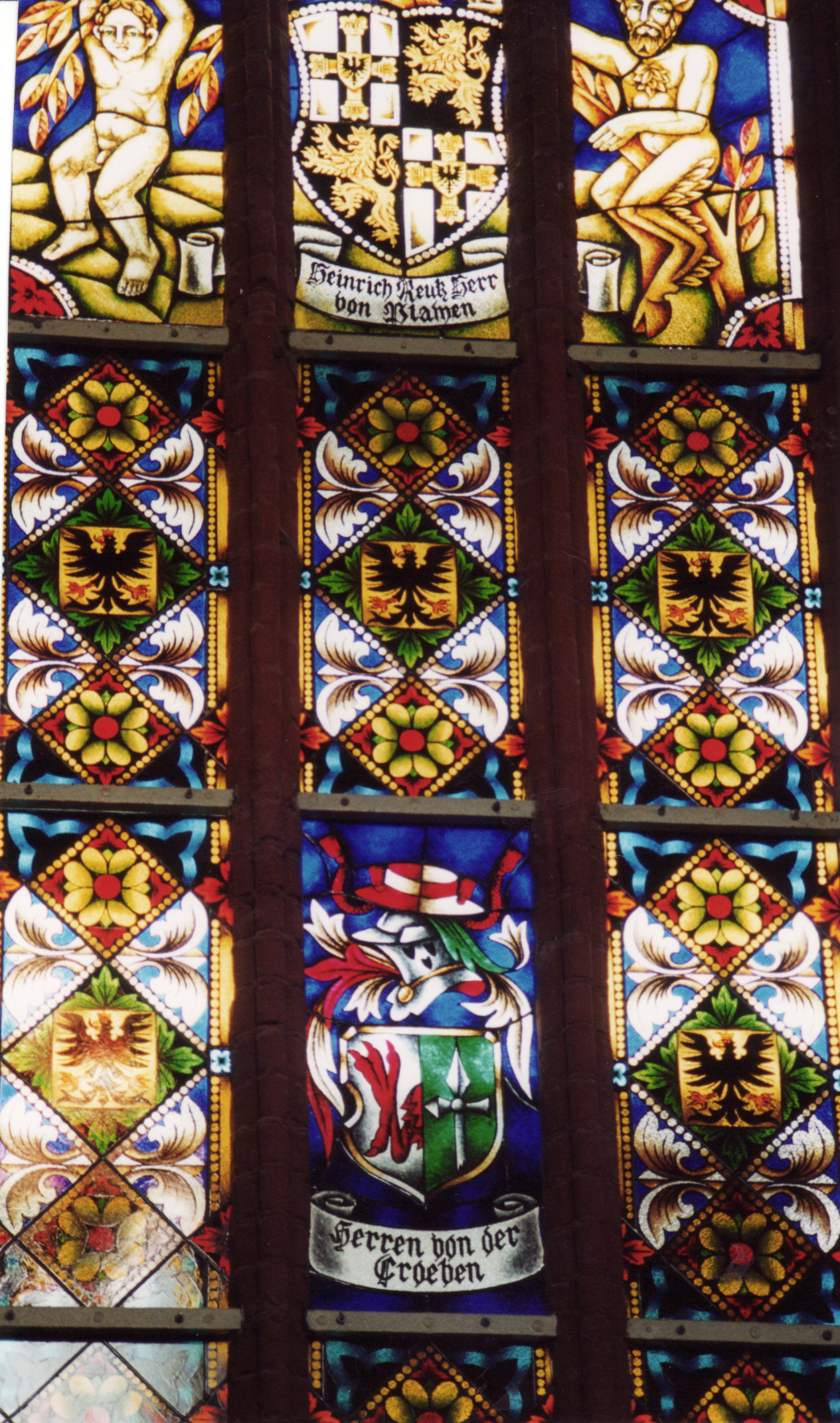
Witraż z herbem rodziny (na dole) z katedry w Królewcu (ob. Królewiec)

Von der Groeben – pruski ród szlachecki.

## Zarys historii rodu
Groebenowie należeli do dwunastu rodów szlacheckich dawnego królestwa Saksonii. Jeden z Groebenów za swoich rządów nakazał budowanie rowów kanalizacyjnych – po niemiecku Gräben, a dla upamiętnienia tych poczynań nazwał swój nowo zbudowany zamek w ten właśnie sposób. Stąd pochodzi ich nazwisko „von der Burg Gräben”. Nazwisko przyjęło się w formie skróconej „von der Gröben”, lub inaczej „von der Groeben”.
Zamek został zniszczony w wyniku wojen prowadzonych przez Karola Wielkiego przeciwko Sasom. W miejscu, gdzie stał ów zamek, istnieje miejscowość pod tą samą nazwą, w okolicach Jeny i Taucha.
Jeden z Groebenów pielgrzymował do Jerozolimy w IX wieku. Inny członek rodu za pomoc przy oblężeniu i zdobyciu Brandenburga otrzymał godność kardynała w 926 roku. Równocześnie powstało drugie Gröben w odległości kilku kilometrów od Berlina (obecnie już nieistniejące). Rodzina uzyskała urząd dworski Marchii Brandenburskiej.
Odgałęzienie linii brandenburskiej osiadło w Prusach by bronić interesów zakonu krzyżackiego.
Wśród nich był Henryk (zmarły w 1410), który w 1408 roku nabył majątek Kobbern. Jego synowie Adam i Günter polegli w bitwie pod Grunwaldem, walcząc po stronie krzyżackiej. Przeżył tylko syn Güntera, Ludwik. Jeden z potomków Ludwika, Georg Heinrich za zasługi dla Prus został mianowany generałem i starostą Kwidzyna oraz Prabut.

## Kilku przedstawicieli linii pruskiej
1. Friedrich, urodzony w Karszewie w 1645 roku, zmarły w Ponarach w 1712 roku;
2. Friedrich Gottfried, urodzony w Skandawie w 1726 roku, zmarły w Królewcu w 1799
roku;
3. Georg Dietrich, urodzony w Królewcu w 1725 roku, zmarły w Berlinie w 1794 roku;
4. Georg Heinrich, urodzony w Bezławkach w 1630 roku, zmarły w Kwidzynie w 1697 roku, syn Ludwika;
5. Georg Reinhold, urodzony w Koblencji w 1817 oku, zmarły w Nowej Wiosce w 1894 roku;
6. Heinrich Wilhelm, urodzony w Grodzisku Małym (nieistniejąca wieś k. Podleśnego) w 1657 roku, zmarły w Łankiejmach w 1729 roku;
7. Karl, urodzony w Linkowie w 1788 roku, zmarły w Nowej Wiosce w 1876 roku;
8. Karl Heinrich, urodzony w Löwenburg w 1683 roku, zmarł w Jarzeniu, powiat Braniewo
w 1746 roku;
9. Otto, urodzony w Jeżewie w 1567 roku, zmarły w Jeżewie w 1644 roku;
10. Otto Friedrich, urodzony w Napratach w 1656 roku, zmarły w Kwidzynie w 1728 roku, syn Georga Heinricha; spędził dzieciństwo w okolicach Barczewa i w Kwidzynie, uczęszczał w latach 1666–1675 do gimnazjum jezuickiego w Reszlu, a w wieku 17 lat wziął udział w wyprawie polskiego pułkownika Meglina do Włoch i na Maltę.
Zraniony w potyczce z piratami, zwiedził Cypr, Palestynę i Egipt i wrócił przez Francję po ośmiu latach do kraju. Przez 2 lata przebywał na dworze berlińskim, w latach 1682–1683 dowodził wyprawą morską z udziałem 2 fregat na wybrzeże Gwinei i Angoli, biorąc w posiadanie Brandenburgii wioskę Acoda na Złotym Wybrzeżu. Za swoje zasługi otrzymał po śmierć ojca urząd starosty Kwidzyna i Prabut. Wziął udział w wyprawie Wenecjan przeciw Turkom na Peloponezie. Po powrocie mianowany pułkownikiem mieszkał przeważnie w Nowej Wiosce i poświęcił się zagospodarowaniu swoich dóbr i życiu rodzinnemu.
Trzykrotnie żonaty, pozostawił 18 dzieci. Zmarł w Kwidzynie 30 stycznia 1728 roku,
pochowany w kaplicy katedralnej wraz ze swymi trzema żonami. Opublikował w 1694 roku w Kwidzynie utwór poetycki „Orientaliche Beschreibung” oraz opis podróży po Gwinei;
11. Wilhelm Ludwig, urodzony w Łankiejmach w 1710 roku, zmarł tamże w 1785 roku;
12. Wilhelm Ludwik, urodzony w Magdeburgu w 1690 roku, zmarł tamże w 1760 roku.
Ród Groebenów za zasługi dla Korony Polskiej miał indygenat szlachty polskiej.
Von der Groebenowie zamieszkiwali tereny Prus Wschodnich aż do 1945 roku. Jednym ze współczesnych przedstawicieli rodu był Hans von der Groeben.